# 23 August község
23 August község Romániában, Dobrudzsában, Constanța megyében található. Három falu tartozik hozzá: a községközpont 23 August, illetve Dulcești és Moșneni.

## Fekvése
A község az ország délkeleti részén található, a Tatlageac-tó és a Fekete-tenger partján, bár egyik település sem fekszik közvetlenül a tengerparti övezetben. A községen halad keresztül a DN39-es számú főút, mely összeköti Konstancát Mangaliával. A község keleti részén, a tengerparttal párhuzamosan halad a Konstanca-Mangalia vasútvonal. A községi vasútállomás a Pescăruș (magyarul: sirály) nevet viseli.

## Története
A falut török telepesek alapították Büyük-Tatlicak, románul Tatlâgeac Mare néven. A 19. század végén Tatlageac vagy Tatlâgeac néven Constanța megye Mangalia járásához tartozott. Ezen időszakban a község Tatlageac-Buiuc és Tatlageac-Cuciuc falvakból állt, összesen 568 lakossal. A községben ekkor négy dzsámi működött, kettő-kettő mindegyik faluban.
1925-ös évkönyv szerint a község Mungeapunar de Tatlageac, Tatlageacu Mare, Tatlageacu Mic és Pervalia falvakból állt, összesen 870 lakossal. Azt követően, hogy Dobrudzsa déli területeit is Romániához csatolták, 1931-ben Tatlageacu Mare felvette a Domnița Elena nevet, Tatlageacu Mic a Dulcești nevet, Pervelia pedig a Moșneni nevet. A községközpont új neve után magának a községnek is Domnița Elena lett a neve.
A kommunizmus idején kapta mai nevét, melynek jelentése augusztus 23. 1944-ben, a második világháború alatt, ezen a napon lépett ki Románia a központi hatalmak közül és állt át az antant oldalára.
A község előbb a Constanța-i régió Constanța rajonjának volt a része, majd 1960-ban közvetlenül a régió székhelyének irányítása alá került.
1994-ben és 1996-ban kezdeményezték a település nevének a módosítását, de a kiírt népszavazáson a helyi lakosság ezt nem igényelte.

## Lakossága
| Nemzetiségek | 2002 | 2002   |
| ------------ | ---- | ------ |
| Románok      | 4699 | 89,01% |
| Tatárok      | 509  | 9,64%  |
| Romák        | 44   | 0,83%  |
| Törökök      | 14   | 0,26%  |
| Magyarok     | 7    | 0,13%  |
| Ukránok      | 2    | 0,03%  |
| Lipovánok    | 2    | 0,03%  |
| Bolgárok     | 1    | 0,01%  |
| Szerbek      | 1    | 0,01%  |
| Összesen     | 5279 | 100,0% |

## Turizmus
23 August tengerpartja turisták által ritkán látogatott, nincs megfelelően kiépített infrastruktúrája, strandjait nem tartják karban. A helyi vezetés azzal a céllal, hogy kihasználja a település földrajzi adottságait nagyszabású projektet készített egy új üdülőfalu létrehozására, „Stațiunea Terra” néven, de ezt a megyei közgyűlés egyelőre még nem hagyta jóvá.